# Anders Lilleøre
Anders Lilleøre (født 26. august 1996 i Aarhus) er en dansk tryllekunstner, komiker og tv-personlighed. Han er bedst kendt for tv-programmet Noget I Ærmet.

## Karriere
Anders Lilleøre har tryllet siden 2006. Han startede med at optræde med trylleri, allerede da han var 13 år gammel, og kastede sig ud i en karriere som professionel efter gymnasiet.
Han startede sin karriere med at vinde Danmarks største tryllekonkurrence i 2010. Sidenhen har han vundet indtil flere konkurrencer i både scene og close-up trylleri.
Som tryllekunstner har Anders Lilleøre undervist andre tryllekunstnere på kongresser og til workshops ligesom han har udgivet tricks og essays i flere tidsskrifter ligesom han er tilbagevendende skribent på det danske tryllemagasin ¡Metodik!.
Han har også fungeret som sceneassistent, og sparringspartner på Rune Klans shows Det Stribede Show (2013) og Barnløs (2017).
I 2019 lavede Anders Lilleøre og Kim Andersen TV-programmet "Noget I Ærmet" et originalt TV-program i 10 afsnit der blev sendt på Xee.
Nytårskavalkadeprogrammet på TV2 De største Øjeblikke havde i 2019 en gæsteoptræden af Anders Lilleøre og Mikkel Karlsen.
I december 2020 kunne du se Anders Lilleøre som en fast del af DR1's adventsprogram Det Magiske Juleværksted.

## Noget I Ærmet
I 2019 producerede Anders Lilleøre og Kim Andersen fjernsynsprogrammet Noget I Ærmet. Et program i 10 afsnit som bestod af streetmagic for danskere på gaden, skjult kamera og en rød tråd bundet op på gæsten i det pågældende program.
Programmets gæster var Ibi Støvring, Sara Bro, Thomas Warberg, Signe Vadgaard, Micki Cheng, Melvin Kakooza, Cecilie Hother, Christian Degn, Carla mickelborg og Lisbeth Østergaard.